# Коллективная память
Коллективная память — представление о прошлом, разделяемое и конструируемое членами социальной группы.
Коллективная память имеет близкое по смыслу значение с понятиями: социальная память, историческая память, культурная память. Термин был введён социологом, философом, социальным психологом, представителем французской социологической школы Морисом Хальбваксом — основоположником научных исследований коллективной памяти. Несмотря на продолжительное изучение феномена, до сих пор нет единого представления о его объекте и предмете, так же как отсутствует единая теория коллективной памяти.

## Объекты
- Исторические события

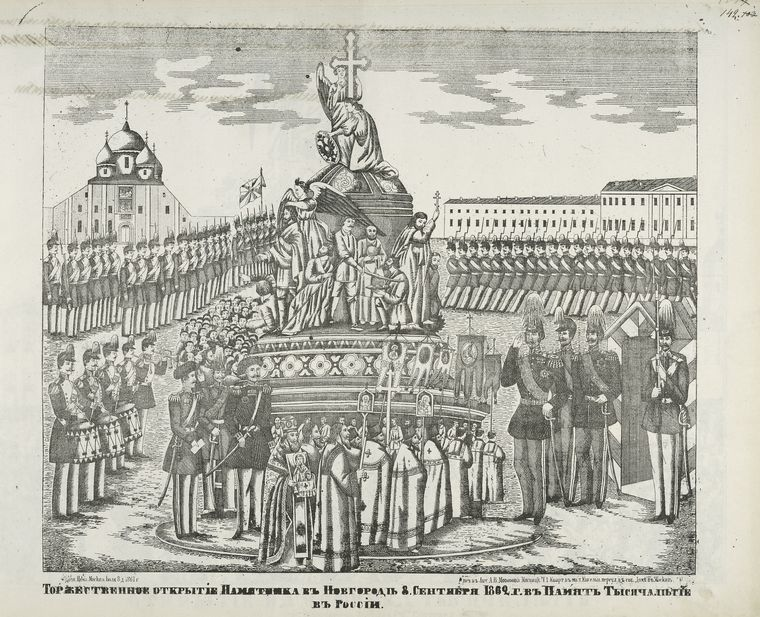
Открытие памятника «Тысячелетие России», лубок

- Исторические личности (политические лидеры, значимые фигуры прошлого)
- Группы (нации, поколения, семьи[3])

## Свойства и признаки
- Совместный характер/разделённость группой[4]
- Носит характер ознаменования (празднование памятных дат и т. п.)[2]
- Эмоциональность и значимость воспоминаний
- Конструирование, изменчивость (под воздействием настоящих потребностей группы)[1]
- Актуальность для современной ситуации, потребностей настоящего[3]
- Интерсубъективность (воспоминания в связи с другими людьми)[5]
- Коллективное вытеснение, забвение, амнезия (по отношению к травмирующим элементам коллективной памяти)[6]
- Эффект запаздывания («синдром запаздывающей памяти»)[2][7]

Основной функцией коллективной памяти является поддержание групповой идентичности, решение проблемы кризиса идентичности. Такой феномен как представление сообществом самого себя не может обойтись без знаний и представлений о прошлом группы или коллектива. Концепции, касающиеся коллективной памяти, рождаются в те периоды, когда общество испытывает кризис идентичности. Этим объясняется всплеск интереса к проблеме коллективной памяти в последнее десятилетие XX века.

## Исследования
Коллективная память является междисциплинарной областью исследований (социологии, истории, социальной психологии, философии и других наук). К основным современным исследованиям коллективной памяти в российской науке относятся психологические работы Т. П. Емельяновой, в частности, исследования представлений об исторических личностях, исследование воспоминаний разных поколений о Великой Отечественной войне, исследование представлений об эпохе Петра I. К важнейшим современным зарубежным исследованиям принадлежат работы Яна Ассмана, разделившего коллективную память на коммуникативную и культурную, исследования Дж. Оллика, рассматривающего память с позиции процессо-реляционной методологии и др.